# 米哈伊尔·苏尔科夫
米哈伊尔·谢苗诺维奇·苏尔科夫（俄语：Михаи́л Семёнович Сурко́в，1945年12月2日—）是苏联党和国家领导人。

## 生平
1945年，生于车里雅宾斯克市。1960年，当钳工学徒。1965年，参加苏联军队。1968年，加入苏联共产党。1977年，毕业于列宁军政学院。1990年，任苏联陆海军总政治部党委责任书记、苏共全军党委书记、为苏共中央委员。1991年，为苏共中央政治局委员。
1993年，为俄联邦共产党中央委员、俄共中央主席团委员。1995年，当选为第二届国家杜马代表，出任国防委员会副主席。2001年，俄罗斯联邦共产党议会党团成员，俄罗斯联邦商会审计师。2008年，任“区域间投资银行”董事局主席。